# 曄道文芸
曄道 文芸（てるみち ぶんげい、1884年（明治17年）12月20日 - 1966年（昭和41年）8月11日）は、日本の法学者。専門は民法。実業家。学位は、法学博士。元京都帝国大学教授。

## 人物
明治17年（1884年）、石川県能美郡川北町で、静泉寺住職・曄道大圓の長男として生まれる。第四高等学校を経て、明治42年（1909年）、京都帝国大学法学部を首席で卒業。曄道の卒業と同年に東京帝国大学を卒業した鳩山秀夫が、曄道が高等文官試験を受けると聞き付け、首席を取られることを恐れて、自身の高等文官試験受験を取り止めたとの逸話がある。
後に、京都帝国大学助教授、次いで教授を務め、京大民法学の基礎を固めたが、大正9年（1920年）、京大教授を退官、実業界に入った。
大正13年（1924年）の第15回衆議院議員総選挙では石川1区（金沢市）で政友本党から立候補し、憲政会の永井柳太郎と争った。曄道は落選したが、全国の護憲三派の候補者から選挙応援の要請を受けていた永井は、曄道という強力な対抗馬の出現を受けて、高橋是清の応援演説を1度行った以外地元選挙区を離れることができず、護憲三派に大打撃を与えたという。
実業界においては、愛国生命保険社長、全国生命保険協会会長を務めたほか、昭和電工、高砂ゴムなど多くの企業で重役を歴任。昭和17年（1942年）4月、金融団体統制令が公布実施され、同年5月、生命保険統制会が設立されると、初代理事長に就任した。
戦後、公職追放となった。
後に石川県知事となった同郷で京都帝大出身の田谷充実を書生として重用。西田幾多郎、林屋亀次郎らと交友があり、教え子には近衛文麿や末川博がいる。

## 著書
- 『日本民法要論 第1巻 総論』（弘文堂書房、1920）
- 『民法研究』（弘文堂書房、1921）
- 『最近大審院民法判例批評』（弘文堂書房、1922）
- 『政治上の民主主義』（北国毎日新聞、1946）